# جمینای ۸

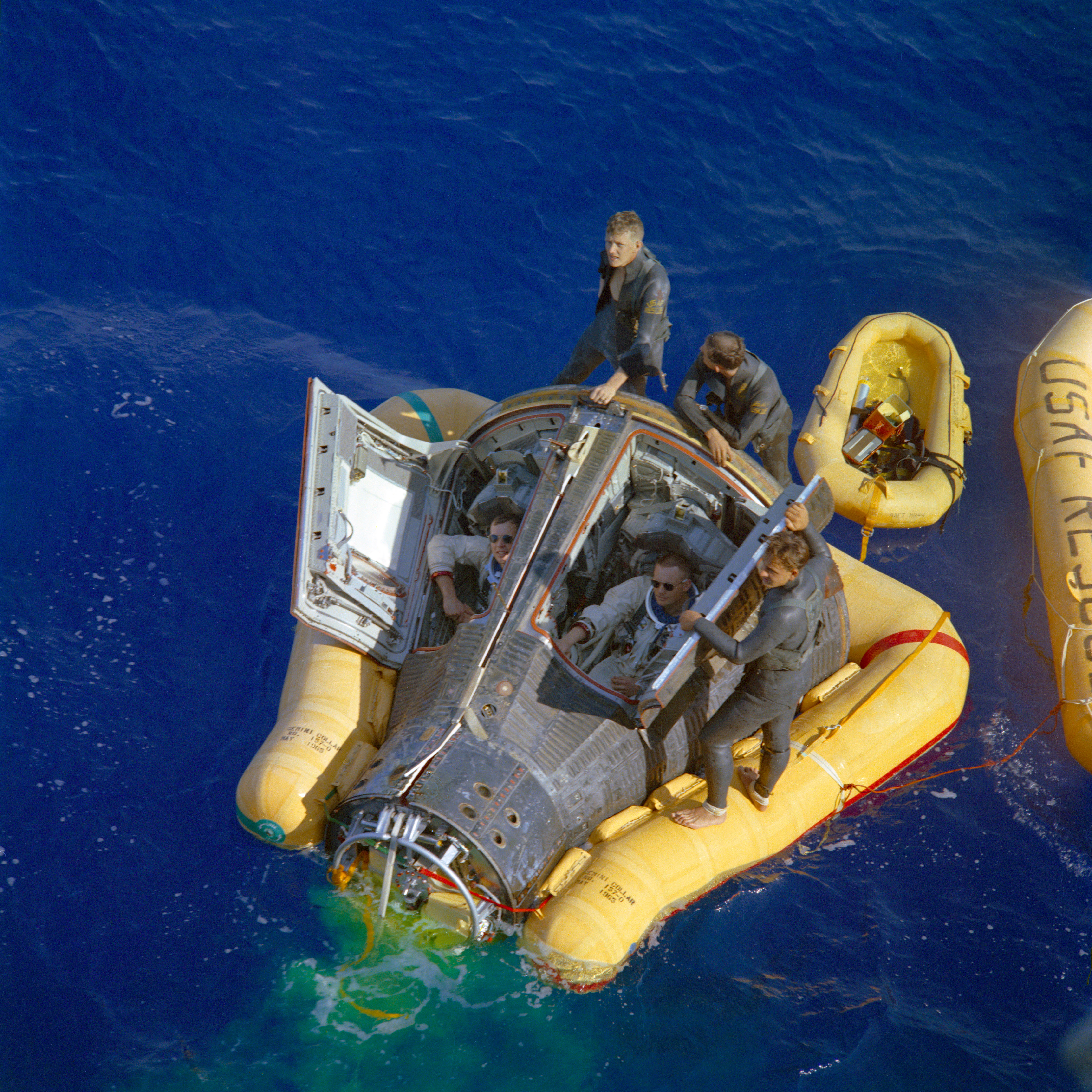
فضانوردان جمینای ۸ پس از فرود به آبهای اقیانوس درون کپسول فرود

وسیله نقلیه هدف آگنا با موشک اطلس برای آماده‌سازی جمینای ۸ به فضا پرتاب می شود.

وسیله پرتاب Gemini-Titan جمینای ۸ را به مدار زمین برد، ۱۶ مارس ۱۹۶۶.

جمینای ۸ (به انگلیسی: Gemini 8) یکی از پروژه‌های فضایی ناسا بود.
این مأموریت ناسا در سال ۱۹۶۶ بوقوع پیوست، و دو فضانورد داشت.